# 仕切るの?春日部さん
『仕切るの?春日部さん』（しきるの?かすかべさん）は、竹内元紀による日本の漫画作品。

## 概要
『月刊少年エース』（角川書店）にて、2004年9月号より2006年12月号まで連載された。単行本は全3巻。最初は月1話掲載であったが、途中から月2話掲載に変更されたため、1話あたりのページ数が若干少なくなった。
とある高校で生徒会長を務める春日部すみれを中心に、生徒会らしいことをすることはするが、前作『Dr.リアンが診てあげる』同様、下ネタばかりが登場する。ネタの数は『リアン』より若干減った模様。

## 主な登場キャラクター
- 登場人物の名字は作者の現住所である埼玉県の地名がもとになっている。

春日部すみれ（かすかべ すみれ）
生徒会長。3年生。生徒会長としての態度は真面目だが、スカートをはき忘れる（2回）、パンツをはき忘れる（本人によると月に3回は）など、かなり抜けた性格をしている。徹に惚れているが、後にその設定はなくなってはいないものの薄れていた。1巻では髪の色は薄紫色であったが、2巻以降は水色に変更されている。名字の由来は春日部市。
生徒会長になった理由は2つある。1つは、地球温暖化と地震を防ぐために未来人である前会長に任命されたから。もう1つは、「2006年10月26日午後4時に面白いものが見られる」と、これまた未来人の前会長に言われたから。しかし、その面白いものとは、全裸にベルトを巻いて「私は全裸を見られるのがなによりも快感!」と叫ぶ自分自身だった。
朝霞徹（あさか とおる）
生徒会会計。2年。突然いなくなった前会計の後任。春日部が徹に惚れて女子の制服を全裸にできる校則に惹かれて生徒会に（実際はもちろんできない）。第1話では次の日転校するということだったが、春日部に頼まれてあっさり転校を取り止めた。名字の由来は朝霞市。
戸田唯（とだ ゆい）
生徒会副会長。3年。ただし同学年ながら春日部には敬語を使う（徹、シンディーからは春日部もろともタメ口をきかれている）。全員でボケる竹内漫画には珍しい完全ツッコミキャラ。ただし、一度だけボケたときは、徹達から本気で心配された。貧乳キャラ（シンディーいわくクハ115のような体）。眼鏡っ娘である。名字の由来は戸田市。
2010年の未来ではタイムパトロールの助っ人で、朝霞徹と結婚しているという設定になっている。胸もかなり大きくなっていた。
日高シンディー（ひだか シンディー）
生徒会書記。2年。カリフォルニアからの留学生で、父親がアメリカ人、母親が日本人のハーフ。最初、書記でありながら日本語は読めるものの書くことができなかったので、新聞の文字を切り貼りしていた。後に漢字を続々と覚える。漫画を描くのが得意。身長は男子の平均より高い徹を上回る。名字の由来は日高市。
モロヤマ1号（モロヤマいちごう）
岡崎科学研究所で作られたロボット。非常に変態的な性格。モロヤマを造った女子高のプールノ水博士によると男子高校生の性格をインプットしたというが、明らかに偏っている。生徒会の強化合宿で温泉に行ったが、男湯のシーンがないために、モロヤマの防水加工の有無は不明。名前の由来は入間郡毛呂山町。
和光照夫（わこう てるお）
春日部たちが通う高校の校長。57歳。彼もまた変態で、生徒会OBであるが、戸田に「金輪際生徒会OBを名乗らないで」と言われる。訴えられた数も知れない（らしい）。また、8年前に女子のブルマーを次々盗むという不祥事を起こすも、その後なぜか無罪となり、校長に復帰。髪の毛は全部カツラで、地毛は皆無。名字の由来は和光市。
所沢ジョージ（ところざわ ジョージ）
何人もの生徒を病院送り（もちろん産婦人科ではない）にした不良生徒。学年は不明。リーゼント頭。メガネっ娘好き。戸田にパンチされた後失禁する。名前の由来は所沢市と所ジョージ。
朝霞亜沙美（あさか あさみ）
徹の妹。1年。2巻で新入生として初登場する。基本的に下ネタを言うシーンはほとんどないが、犬を飼いたくなったとき、モロヤマに「チンチン大好き」と言わされた（しかも笑顔で）。
白岡伊織（しらおか いおり）
新任の国語教師。後に生徒会の顧問に就任する。実家は忍者の末裔で（家業はパンティーのリボンを作る工場）、抜け忍として追われていたが、後に和解したらしい。教師とは思えない発言が目立つ。名字の由来は白岡市。
白岡千織（しらおか ちおり）
白岡先生の妹。抜け忍として姉の行方を追っていたが、その後和解した模様。和解した後に春日部たちの通う高校に新入生として入学する。登場時は『Dr.リアンが診てあげる』の登場人物・刈谷もみじと全く同じ服装だった。
鈴木（すずき）
3バカの一人。丸顔。演劇部員の一人として登場する。その後クイズ研究会を経て演劇部に戻る。文学少女が好きらしい。初登場の時以降名前は出てこない。
佐藤（さとう）
3バカの一人。四角顔。演劇部員の一人として登場する。その後クイズ研究会を経て演劇部に戻る。保母さんが好きらしい。初登場の時以降名前は出てこない。
田中（たなか）
3バカの一人。デブ。演劇部員の一人として登場する。その後クイズ研究会を経て演劇部に戻る。肉が好きらしい。いつも何か食べており、春日部たちを始め、鈴木や佐藤にも人間扱いされていない。愛称はブーちゃん。初登場の時以降名前は出てこない。
教頭（きょうとう）
第52話で3コマのみ登場。舌足らずな話し方をする。髪型はツーサイドアップで、ワンピースのセーラー服。大きくなったらケンちゃんと結婚したいと発言している。身長は白岡先生が屈んで目線が同じになるくらい。
吉見記子（よしみ のりこ）
新聞部に所属する女子生徒。自称「敏腕カメラマン娘（こ）」。持っているカメラの画素数は600万個。名字の由来は比企郡吉見町。
川越ミキ（かわごえ ミキ）
生徒会長前会長。春日部を会長にした張本人。任期中に失踪し、ビル・ゲイツになったことになっているが、実際は未来人であり、未来に帰った。名字の由来は川越市。
女子高のプールノ水博士（じょしこうの プールノみずはかせ）
モロヤマを製作した博士。お茶の水博士によく似た外見をしている。岡崎科学技術研究所 (OSTL - Okazaki Sience and Technology Laboratory) の所長。兄は女子高のトイレノ水博士。モデルは『鉄腕アトム』のお茶の水博士。
モザイク除去装置買う蔵（モザイク じょきょそうちかうぞう）
放送部の部長。ハーフ（名前にカタカナが入っているから）。高校生には見えない老け顔。
眼鏡かけ太郎（めがね かけたろう）
眼鏡部の部長。戸田が眼鏡をコンタクトレンズに替えるかを考えていたときに登場し、戸田を勧誘する。なお、戸田は入部しなかったものの、その後試合の助っ人として参加している描写がある(試合内容は不明)。
コンタクト入れ彦（コンタクト いれひこ）
コンタクトレンズ部の部長。
犬養毅（いぬかい つよし）
岡崎科学研究所で開発された犬型ロボット。
中曽根康弘（なかそね やすひろ）
シンディーの描く漫画の主人公。
バカ太郎（バカたろう）
シンディーの描く漫画のキャラクター。
ウーピー・ゴールドバーグ
シンディーの地元の友人。「ウーピー・ゴールドバーグ」はあだ名。金髪でロングヘア。シンディーの友人はこの他に、黒人でアフロっぽい髪型をした少女がいる。なお、実在のゴールドバーグは黒人だが、白人のほうが「ウーピー」と呼ばれている。本作では英語のカリフォルニア訛りを訳す際、語尾に「〜ニア」をつけて表現している。